# Andrea Blaugrund Nevins
Andrea Blaugrund Nevins (* 15. März 1962 in New York City; † 12. April 2025 in Los Angeles) war eine amerikanische Dokumentarfilmerin, Fernseh- und Filmregisseurin, Produzentin und Drehbuchautorin.

## Leben
Sie wurde als Tochter von Annette and Stanley M. Blaugrund in New York City geboren. Ihr Vater war Arzt und ihre Mutter Museumskuratorin. Sie besuchte in New York die Chapin-Schule und studierte dann an der Harvard University.
Nach dem Studium arbeitete sie 1986 bis 1988 bei der The Gainesville Sun und dann beim National Public Radio. Sie war Associate Producer für den 1991 ausgestrahlten Fernseh-Dokumentarfilm A Line in the Sand: War or Peace?. Sie war Senior Producer bei der ab 1993 gesendeten Talk-Show Jane Pratt. Sie führte Regie an einer 1995 ausgestrahlten Folge der Fernseh-Dokumentations -Serie Intimate Portrait.
1996 heiratete sie David Nevins. 1997 erschien ihr Erstlingsfilm Still Kicking: The Fabulous Palm Springs Follies, ein Kurz-Dokumentarfilm. Der Film wurde 1998 für den Oscar nominiert. Es folgte eine Schaffenspause. In dieser Zeit zog sie die drei Kinder des Paares groß.
2011 erschien Andrea Blaugrund Nevins‘ Dokumentarfilm The Other F Word. Sie schrieb das Drehbuch und führte Regie. Der Film porträtiert Punk-Rocker, die nun mittelalte Väter sind. 2014 war sie für eine Folge Co-Executive Producer in der Fernsehreihe State of Play. In der Folge befasste sie sich mit NFL-Spielern, die nach ihrer Karriere in das bürgerliche Leben wechseln. Aus dieser Episode entwickelte sich der Dokumentarfilm Play it Forward (2015), in dem das enge Verhältnis des American-Football-Spielers Tony Gonzalez zu seinem Bruder Chris dargestellt wird. 2018 folgte Tiny Shoulders: Rethinking Barbie, eine Betrachtung von 60 Jahren Feminismus in Amerika durch die Linse der Barbie-Puppe.